# An Here
An Here (les semailles) est une maison d'édition bretonne associative, active entre 1983 et 2006. Fondée par des instituteurs des écoles en langue bretonne Diwan, elle a d'abord eu son siège au domicile de son directeur, Martial Ménard, à Quimper, puis dans des locaux sis au Relecq-Kerhuon et enfin à Plougastel dans le Finistère. Elle a cessé de publier en 2003, puis a disparu, en 2006.

## Histoire
Son but à l'origine est « d'éditer en breton des ouvrages pédagogiques, livres de lecture et périodiques pour enfants ». 
Cette maison d'édition a d'abord fourni des livres en breton, principalement pour les enfants des écoles Diwan avant de se diversifier et de publier également en français. En 1993, son secrétaire était René Le Hir, son président Jean-Charles Grall, puis en 2000, les président et directeur de la maison d'édition étaient respectivement Jean-Charles Grall et Martial Ménard.
Les éditions An Here éditaient à 70 % de la littérature (jeunesse-adultes) en langue bretonne. Les ouvrages en français concernent la Bretagne et les pays celtiques en général (littérature, histoire, critique littéraire, mémoires), ainsi que des dictionnaires breton et français-breton.
En 2003, en proie à des difficultés financières, An Here licencie la majorité de ses salariés et cesse de publier. Sa liquidation judiciaire est prononcée en 2006 à la suite d'un redressement colossal infligé par l'Urssaf, celle-ci considérant que les collaborateurs du Geriadur ar Brezhoneg étaient en fait des salariés dissimulés.

### Liens entre An Here et les éditions Al Liamm
An Here devenait la plus grande maison d'édition publiant en langue bretonne, quand Ronan Huon directeur des éditions Al Liamm prend sa retraite et cède tout son stock ainsi que sa trésorerie aux éditions Al Liamm. Après la disparition d'an Here, les éditions Al Liamm refont surface sous la direction de Tudual Huon et recommencent à publier des livres.

## Publications

### En français
- Inventaire d'un héritage: essai sur l'œuvre littéraire de Pierre-Jakez Hélias, de Pascal Rannou, 1997.
- Petit guide d'initiation au breton. 1999
- Petit dictionnaire des plus belles injures bretonnes.. 2000.
- Yves Tanguy, 2001  (ISBN 2-86843-244-1)

- Elle publie en 1998 Les Mémoires d'un paysan bas-breton de Jean-Marie Déguignet, succès de librairie inattendu.

- En 2001, publication d'un ouvrage intitulé Les nationalistes bretons sous l'occupation. Ce livre, signé Kristian Hamon, entend dénoncer pleinement « les compromissions des uns et la collaboration à outrance des autres » et « se veut une contribution à ce qui est plus que jamais une exigence : le devoir de mémoire ».

### En breton
- Breizh, karregadoù ha maenadoù kaer
- Collection Spot
  - Levr bras Spot
  - Istorioù Spot evit kousket
  - Spot er sirk
  - Spot o vont da welet e dud-kozh
  - Spot o fardañ ur wastell
  - Pourmenadenn gentañ Spot
  - Spot war ar maez
  - C'hoar vihan Spot
  - Spot o vont d'ar c'hoad
  - Gouel Spot
  - Pelec'h emañ Spot ?
  - Spot o vont da c'hoari
- Collection Troioù kaer Bizibul
  - Ma beaj dindan an dour
  - Takata ar Meurzhiad
  - Ma abardaevezh gant ur ran
- Collection Troioù-kaer Kloe & Bloup
  - An distro da Vro-Skos
- Collection Yann
  - Yann hag e vag drouzus
  - Yann hag e garr trouzus
- Collection Loened
  - Ar manked
  - Ar roudenneged
  - Ar bleizi
  - An olifanted
  - An arzhed
- Collection Va dizoloadennoù kentañ
  - An douar hag an oabl
  - Kentañ geriadur Eflamm ha Riwanon
- Bandes dessinées Collection Tintin
  - Segalennoù ar Faraon
  - Al Lotuz glas
  - Ar Skouarn dorr
  - An Enez Du
  - Bazh-roue Ottokar
  - Krank e veudoù aour
  - Ar Steredenn gevrinus
  - Kevrin an Unkorneg
  - Teñzor Rac'ham ar Ruz
  - Prizonidi an Heol
  - Tintin e bro an aour du
  - War-zu al Loar
  - Kammedoù kentañ war al Loar
  - Afer Klaskato
  - Rinkined ar Mor Ruz
  - Tintin e Tibet
  - Bravigoù ar Gastafiorenn
  - Nij 714 da Sidney
- Cassettes audio Jeunesse
  - Raok 'n diroll
  - Kanevedenn
- Cassettes video Jeunesse • Collection Spot
  - Troioù-kaer Spot n° 1
  - Troioù-kaer Spot n° 2
  - Troioù-kaer Spot n° 3
  - Troioù-kaer Spot n° 4
- Logiciels (cd-rom) Jeunesse
  - Teo, Leo & Manda
- Collection Berr-ha-berr
  - Mojennoù Aisôpos
  - Aladdin & Ali Baba
  - Beajoù Gulliver
  - Don Kic'hote de la Mancha
- Collection Skol al Louarn 
  - Pilhaouaer ha Boned Ruz
  - Troioù-kaer ar Baron Pouf
  - Argantael hag ar skrapadenn
  - Troioù-kaer Alis e Bro ar Marzhoù
  - Mab an Diaoul
  - Kantreadennoù Gwennole an divroad
  - Ar Pennoù Koltar e Menez Are
  - Ar Pennoù Koltar war an enez
  - Distro Alan Varveg
  - Sindbad ar Martolod
  - En tu all da vor Breizh
  - Ar gañfarted hag al louarn kamm
  - Bisousig kazh an tevenn
  - Marvailhoù Grimm
  - Marvailhoù ar Sav-heol
  - Marvailhoù ar bed holl
  - Ki ar penn marv
  - Ul labous a varver !
- Livres Jeunesse
  - Gireg al livour bihan
  - James Stoneheart, istor ur piker-maen
  - Zoo Rozenn
- Livres Jeunesse
  - Kaourintin Skrivener
  - Telo Poullig ar Stered
  - Burzhud Koad an Dug
  - Kevrin Mourrennig
  - Lommig
  - Prof Nedeleg Lommig
  - Nanu, ar mank bihan
- Collection Ar familh Alberto
  - Pelec'h 'ta eo chomet skubelenn an Itron Alberto ?
  - Pelec'h 'ta eo chomet disglavier an aotrou Alberto ?
  - Pelec'h 'ta eo chomet malizenn an Itron Alberto ?
- Collection Ar saout
  - Trifin Strap-he-latenn
  - Klaris Aonik
  - Marc'harid ar Bompinell
  - Rozenn Penn-Avel
- Collection Ar skafig
  - Gwilhom Tell (n°11)
  - Ar Sarambasourien (n°2)
- Collection Ar Vaot
  - Aon he deus Mona (n°2)
  - Ar c'houmoul (n°3)
  - Ar ramzed termaji (n°4)
  - Ar seizh soner bihan (n°5)
  - Ma feroked (n°6)
  - E peseurt dorn emañ ? (n°7)
  - Ur c'haer a gilhog (n°8)
- Collection Arzhur
  - Demat, Arzhur!, 1999  (ISBN 978-2-86843-204-9)
  - Pelec'h emañ Arzhur ?
- Collection Beatrix potter
  - Beatrix potter, Istor Benead ar C'honikl
  - Beatrix potter, Istor Pêr ar C'honikl
- Collection Bolomelen
  - Bolomelen, morlaer
  - Tog Bolomelen
  - Klañv eo Bolomelen
- Choupig
  - Ar pigos bras
  - Choupig Morzhadeg
- Collection Donaldson-Scheffler
  - Ar ramz a felle dezhañ bezañ gwisket cheuc'h
- Collection Globi ha Benoni
  - Ar gejadenn (n°1)
  - Globi ha Benoni Dre an egor (n°2)
  - Globi ha Benoni Er gêr vras (n°3)
  - Globi ha Benoni Hag ar balumed (n°4)
  - Globi ha Benoni Er goadeg (n°5)
  - Globi ha Benoni Hag an olifanted (n°6)
  - Globi ha Benoni War an draezhenn (n°7)
  - Globi ha Benoni Hag ar stêr (n°8)
  - Globi ha Benoni Er gouelec'h (n°9)
  - Globi ha Benoni Ha loened ar vro (n°10)
  - Globi ha Benoni Hag ar frikorneged (n°11)
  - Globi ha Benoni Hag an arzhed (n°12)
  - Gerioù kentañ an ti (geriaoueg evit ar vugale)
- Collection Lennadurioù kentañ
  - Anoued ar wenanenn vihan
  - Totoc’h ar pimoc’h
- Collection Ma levrioù skeudennoù ha gerioù kentañ
  - Al liorzh-kêr
  - War ar maez
  - Er gêr
- Collection Nanarzh
  - Nann ! eme Nanarzh
  - C'hoar vihan Nanarzh
  - Hopala ! Setu Nanarzh
- Collection Planedenn vev
  - Ar meurvorioù
  - An dezerzhioù
  - Ar c'hoadegi-tomm
- Livres Nature et découverte
  - Douaroniezh Breizh
  - Beaj Eneour

### Controverse autour duGeriadur brezhoneg, dictionnaire de la langue bretonne
Avril 1995 : les éditions An Here publient le Geriadur brezhoneg An Here, dictionnaire de la langue bretonne. 1300 pages, autant d'illustrations, 10 000 mots usuels et leur définition. Pour permettre à ce « Larousse de la langue bretonne » de voir le jour, les parrains ont été nombreux : la région Bretagne, le Conseil général du Finistère, l'Institut culturel de Bretagne…
Une polémique éclate en avril 2000  lorsque le le Canard enchaîné pointe des définitions illustrées par des citations anti-françaises : ainsi, le verbe bezañ' (être, exister), est notamment illustré par « La Bretagne n'existera vraiment que lorsque le français sera détruit en Bretagne ». Il s'agit en fait d'un exemple sur plus de 400 au total. De même, la préposition etre (entre) est illustrée par « Il faut choisir entre la Bretagne et la France », mais l'hebdomadaire satirique ne précise pas qu'il y plusieurs dizaines d'autres exemples.
Le Canard enchaîné relève également le nom d'Alan Heusaff dans la liste des spécialistes qui ont contribué au dictionnaire, rappelant que ce personnage fut « l'un des dirigeants du sinistre groupe paramilitaire Bezen Perrot qui œuvra contre la Résistance aux côtés des nazis » et un défenseur des thèses négationnistes de Faurisson. Toutefois, An Here aurait ajouté cet auteur à tort,  car si ses travaux linguistiques sur le breton de Saint-Ivi ont été utilisés, il n'aurait pas directement collaboré au dictionnaire. Son nom a ainsi été retiré lors de la réédition du dictionnaire. Par ailleurs, le journal n'indique pas que la liste des 51 spécialistes comprend également le nom d'un député PS, d'un cadre du Parti des travailleurs, et de nombreux fonctionnaires de l’Éducation nationale française (voir l'article affaire du dictionnaire breton).
À la suite d'un article intitulé « Bretagne, le coup de balai » daté du 19 avril 2001, Martial Ménard poursuit Denis Jeambar et Éric Conan de L'Express pour diffamation publique. Le directeur de la publication et le journaliste sont condamnés par le tribunal correctionnel de Nantes.